# Карл фон Шкода

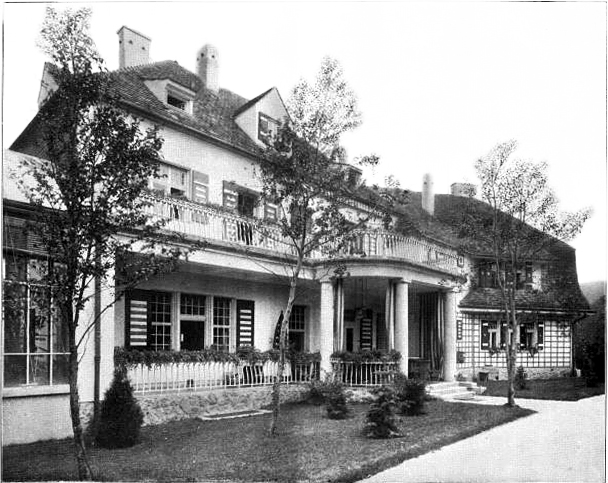
Jagdschloss Ritter v. Шкода (південна сторона), Гааден, Нижня Австрія; Архітектор: Еммануель фон Зайдль (до 1911 р.)

Карл Фрайхер фон Шкода (нім. Karl von Škoda, народився червень 1878 року у Пльзені, Західна Богемія; † 10 січня 1929 року в Земмерінгу в Нижній Австрії) — був генеральним директором заводу Škoda в Пльзені.

## Життя і сім'я
Після навчання в середній школі в Пльзені Карл фон Шкода служив імператорським і королівським Один рік служив добровольцем на флоті і навчався в технічних університетах Цюріха та Штутгарта. Після смерті його батька Еміля фон Шкода (1839–1900) у 1900 році Карл став головним акціонером великого концерну Škoda у віці 22 років. Однак, оскільки він був надто молодий, щоб бути генеральним директором у цьому віці, банки віддали перевагу Георгу Гюнтеру, центральному директору Богемської Монтангезельшафт. Через два роки він став членом ради директорів, а в 1906 році заступником генерального директора. 20 листопада 1906 року він одружився з Гедвігою Герман, донькою Антона Германна, директора заводу Škoda, у шлюбі з яким народилися сини Еміль і Карл і донька Гедвіга.
У 1909 році, після внутрішньої боротьби за владу з Гюнтером, який достроково розірвав контракт, Карл фон Шкода був обраний генеральним директором групи. Він переносить штаб-квартиру компанії на Кантгассе у Відні. Виробництво мирного часу було зосереджено на Prager Maschinenbau AG, тоді як збройна промисловість була зосереджена в Пльзені. Розширив потужності металургійного та збройового заводів, виробляючи вагонні осі. У результаті група отримала великі замовлення від державних залізниць Австро-Угорщини та, як кажуть, часом наймала до 35 000 робітників. Ще до початку війни в 1914 році до Австро-Угорської монархії були здійснені значні поставки зброї, зокрема 15-сантиметрових гаубиць і гірських гармат, 30,5-сантиметрових гаубиць, а під час Першої світової війни (1914–1918) також 38-сантиметрових гаубиць і 24 см гармати. Інженер Карл фон Шкода вважається винаходом 30,5 см міномета та іншої балістичної та артилерійської зброї.
27 жовтня 1914 року Карл Ріттер фон Шкода був підвищений до австрійського спадкового барона і був одним із засновників Oesterreichische Flugzeugfabrik AG у Вінер-Нойштадті та заводу гармат у Дьйорі. Він також брав участь у роботах Austro-Daimler з розробки транспортних засобів для транспортування і порохового заводу Skodawerke-Wetzler AG.
У 1917 і 1918 роках був членом австрійської палати лордів і рейхсрату. Як і його батько, він був дуже товариським і постійно підтримував місцеві економічні та культурні проблеми. Він отримав численні нагороди, у тому числі орден Франца-Йосифа та почесні докторські ступені від Німецького технічного університету в Празі та Технічного університету Штутгарта. Його заслуги в озброєнні австро-угорської армії та флоту на Адріатиці привели його 22 жовтні 1915 р. до призначеня генералом інженера морської артилерії. У 1918 році він також був призначений таємним радником.
Після закінчення Першої світової війни в 1918 році та утворення Чехословаччини Карл Фрайхерр фон Шкода був висланий з країни після часткової експропріації його власності в Богемії шляхом державної земельної реформи. Він оселився у Відні, а також жив у своєму мисливському будиночку в Гаадені в Нижній Австрії. Кажуть, що його пакет акцій перейшов у володіння французьких акціонерів. Потім він залишив керівництво заводом Škoda в Пльзені. За ним залишилося його майно та замок Жинкові поблизу Пльзена, яким він керував з Австрії і який залишався у володінні його нащадків до травня 1945 року. Після падіння Австро-Угорської монархії в 1918 році родина потрапила під дію Закону про анулювання дворянства.
У 1925 році він отримав травми в автомобільній аварії, коли їхав з Гаадена до Відня. При цьому його водій загинув.
Карл (Барон фон) Шкода помер 10 січня 1929 р. в лікарні в Земмерінгу біля Відня. Він народився 14 числа. Похований на місцевому цвинтарі в Гадені, Нижня Австрія, у січні 1929 року. Після того, як у 2014 році догляд за могилою закінчився, могила назавжди перейшла до муніципалітету. Епітафія – генеральний імпортер Škoda Intercar.

## Меценатство
Škoda належала до асоціації засновників Технічного музею у Відні. Разом з Бернхардом Вецлером він придбав колекцію баронеси Ебнер-Ешенбах для музею годинників. Але Škoda також була щедрою в соціальних питаннях. Завдяки пожертві він дав змогу Червоному Хресту побудувати санаторій для легеневих захворювань у Пухберзі-на-Шнеберзі. У своєму останньому рідному місті Гааден він також підтримував соціальні установи, школи, дитячі садки та будинок для інвалідів війни.